# François Ier de Nevers
François Ier de Clèves (2 septembre 1516 à Cussy-en-Morvan - 13 février 1562 à Nevers), comte (1521) puis duc de Nevers (1539) est un personnage important de la cour des rois François Ier et Henri II de France. Il fait partie des chefs de guerre qui commandent l'armée royale durant les dernières guerres d'Italie. Il est gouverneur de la ville de Châlons qu'il défendit contre Charles Quint, et gouverneur de Champagne.

## Titres et généalogie
Il est comte de Dreux et de Rethel, par sa mère Marie d’Albret († 1549), comte de Nevers et d'Eu, par son père Charles II de Clèves († 1521), comte de Beaufort, et seigneur d'Isles, par sa cousine Claude de Foix († 1553), fille d’Odet de Foix. 
Il est, par son père le petit-fils du comte Engilbert de Clèves-Nevers (lui-même fils de Jean Ier de Clèves et d'Élisabeth de Nevers, fille du comte Jean de Bourgogne-Nevers), et de Marie d'Albret (° 1491 - † 1549) ; comtesse de Rethel et dame de Jaucourt, fille de Jean d'Albret d'Orval comte de Dreux, et de Charlotte de Bourgogne (elle-même comtesse de Rethel et fille dudit Jean de Bourgogne, comte de Nevers).

## Biographie
Il se marie le 10 janvier 1538 avec Marguerite de Bourbon-Vendôme (1516-1559), fille de Charles IV de Bourbon, duc de Vendôme et de Françoise d'Alençon et sœur aînée d'Antoine de Bourbon (et donc une tante du futur Henri IV). François Ier de Clèves devient alors le « frère », selon la coutume du XVIe siècle, d'Antoine de Bourbon, futur roi de Navarre. Lors de ses noces, un bal masqué est organisé dans lequel Henri d’Albret, roi de Navarre, le dauphin, futur Henri II, Charles d’Angoulême, duc d’Orléans, le cardinal de Lorraine et le connétable de Montmorency sont costumés en satyres.
Leurs enfants sont :
- François II de Clèves (1540 † 1562), duc de Nevers, comte de Rethel, marié en 1561 à Anne de Bourbon-Montpensier (1540-1572), fille de Louis III de Montpensier[4]
- Henriette de Clèves (1542-1601), duchesse de Nevers, et comtesse puis duchesse, en 1581, de Rethel, mariée en 1566 à Louis IV de Gonzague-Nevers, prince de Mantoue
- Jacques de Clèves (1544-1564), duc de Nevers, comte de Rethel, marié en 1558 à Diane de La Marck, fille de Robert IV de La Marck.
- Catherine de Clèves (1548-1633), mariée à Henri Ier de Guise
- Marie de Clèves (1553-1574), mariée à Henri Ier de Bourbon-Condé

Devenu veuf, il épouse en 1560 la cousine germaine de sa défunte épouse, Marie de Bourbon, duchesse d'Estouteville, née au château de La Fère dans l'Aisne, elle-même veuve de Jean de Bourbon, comte de Soissons et d'Enghien. Ils n'ont pas de descendance.
Il participe à la répression de la Conjuration d'Amboise, mais achève sa vie dans la foi calviniste. Il meurt en février 1562, à Nevers.

## Titres, droits
(liste non exhaustive)
- Droit de justice sur la seigneurie de Viry, au finage de Cervon, qu'il vend en 1545, à Charles du Pontot[6].